# Kočičky (film)
Kočičky (v originále Mignonnes) je francouzský hraný film z roku 2020, který režírovala Maïmouna Doucouré podle vlastního scénáře. Snímek měl světovou premiéru na filmovém festivalu Sundance dne 23. ledna 2020.

## Děj
Jedenáctiletá Aminata, přezdívaná Amy, žije na severu Paříže se svou matkou, dvěma mladšími bratry. Je členkou rodiny původem ze Senegalu a muslimského vyznání a bezmocně sleduje utrpení své matky, jejíž polygamní manžel se chystá vrátit ze země s druhou manželkou. Během společných modliteb se nudí a zdá se, že odmítá náboženské a tradiční hodnoty, které se jí teta snaží předat.
O něco později se Amy spřátelí s Angelikou, kterou poprvé potká v prádelně v domě při tanci. Fascinována choreografií začne Angeliku a její kamarádky špehovat, aby je sledovala, jak cvičí tanec pod mostem. Postupně se jí podaří připojit se k taneční skupině a společně s nimi trénuje na soutěž, která se bude konat Parc de la Villette.

## Obsazení
| Fathia Youssouf       | Amy               |
| Maïmouna Gueye        | Mariam, matka Amy |
| Mbissine Thérèse Diop | teta Amy          |

## Ocenění
- Filmový festival Sundance: Cena za globální filmovou tvorbu pro scénář a cena za nejlepší počin
- Berlinale: Zvláštní uznání mezinárodní poroty
- César: nejslibnější herečka (Fathia Youssouf), nominace v kategorii nejlepší filmový debut (Maïmouna Doucouré)
- Cena Alice Guy